# Карса
Карса́ (крим. Qarsa, до 1948 року — Войковшта́дт, до 2023 року — Кі́рове) — село Керченського району Автономної Республіки Крим.
Відстань від райцентру до населеного пункта становить 51 кілометрів по прямій.
За даними сільради на 2009 рік, село займало площу 118,7 га на якій у 336 дворах, проживало 1028 осіб.
Розташоване за 12 км на південь від залізничної станції Сім Колодязів, у південно-західній частині Керченського півострова, на рівнинній території, прикритій холодними вітрами з півночі невисокою грядою.

## Історія
З часів Кримського ханства до 1892 року неподалік існувало село Аткари-Карса
Сучасне село утворено у 1929 pокці як єврейська колонія під назвою Войковштадт переселенцями з Правобережної України на порожніх землях Кенегезької сільради на східному схилі балки Сім Колодязів.
Облаштування колоніївідбувалося за активної допомоги Агро-Джойнта: будувалися будинки (за рахунок і за проектами АгроДжойнта), постачалися трактори Фордзон та комбайни Джон Дір. Практично відразу після заснування було утворено колгосп імені Войкова, орієнтованому на вирощування бавовни, незабаром господарство переорієнтували на інші сільгоспкультури.
У 1931 році відкрилася єврейська семирічна школа з навчанням на ідиш. У 1935 році колгоспу надали ім'я Кірова. Спочатку селище страждало від відсутності питної води і в 1936 році, за допомогою Агро Джойнта, за два кілометри від селища було знайдено джерело та побудовано водогін.
У 1939 році школу перевели на російську мовою навчання.
Під час Другої світової війни на Кубань було перегнано колгоспну худобу, а потім туди ж евакуювалася більшість євреїв Войковштадта (імовірно близько 50 % євреїв селища, приблизно сто осіб) — з різних причин не евакуювали близько 100 євреїв.
2 листопада 1941 року Войковштадт був окупований, була створена румунська комендатура з невеликим гарнізоном, проведено реєстрацію єврейського населення. Євреїв зобов'язали носити жовту зірку, наприкінці листопада 1941 року на одній із вулиць на околиці села створили гетто.
У ході проведення Керченсько-Феодосійської десантної операції в останні дні грудня 1941 року гетто було звільнено, особ призовного віку мобілізували в армію. 8 травня 1942 року німецькі війська прорвали фронт, войковштадтські євреї евакуювалися на Кубань: Войковштадт єдине з кримських єврейських селищ, практично всі жителі якого під час війни уникли загибелі у Криму. Проте, після захоплення німцями Кубані більшість їх було перехоплено німецькими військами і страчено 20 серпня 1942 року.
У квітні 1944 року село знову захопила Червона армія. Приблизно 90 войковштадтцям вдалося уникнути голокосту, з них 40-50 повернулися до Войковштадта після його звільнення.
У 1948 році Войковштадт було перейменовано на село Кірове. Євреї поступово роз'їжджалися із села, і тепер у селі ніщо не нагадує про його єврейське походження.
У 1962 році утворено радгосп «Східний».
У 2015 році село було внесено до переліку населених пунктів, які потрібно перейменувати згідно із законом «Про засудження комуністичного та націонал-соціалістичного (нацистського) тоталітарних режимів в Україні та заборону пропаганди їхньої символіки».
12 травня 2016 року постановою Верховної Ради України № 1352-VIII село перейменоване на Карса відповідно до вимог закону «Про засудження комуністичного та націонал-соціалістичного (нацистського) тоталітарних режимів в Україні та заборону пропаганди їхньої символіки». Постанова набрала чинности у 2023 році.